# Johann Peter Weidmann
Pour les articles homonymes, voir Weidmann.
Johann Peter Weidmann est un médecin allemand né le 27 juillet 1751 à Zülpich et mort le 23 juin 1819, à l'âge de 68 ans. Il est enterré au cimetière principal de Mayence.

## Biographie
Johann Peter Weidmann fait ses études de médecine à l'Université de Wurtzbourg sous la direction de Carl Caspar von Siebold. Il effectue plusieurs voyages d'études en France et en Angleterre, complétant sa formation d'obstétricien à Strasbourg, Paris, Rouen et  Londres. 
Après avoir terminé ses études et sa thèse „Comparatio inter sectionem Caesaream et dissectionem cartilaginis et ligamentorum pubis, in partu ob pelvis angustiam impossibili suscipiendas“ 1779, il est nommé professeur de chirurgie et d'obstétrique à Mayence le 23 décembre 1782. 
Envoyé auprès de l'électeur de Mayence Frédéric-Charles Joseph d'Erthal, il réussit comme directeur de la maison d'accouchement à Mayence dans l'abbaye d'Altmünster (de) sécularisé depuis 1784. Il se spécialise dans l'art des accouchements et l'enseigne en 1784 avec le titre de professeur à l'école spéciale de médecine de Mayence en anatomie, chirurgie et accouchement.
Johann Peter Weidmann introduit en Allemagne l'idée de l'accouchement prématuré provoqué (déjà pratiqué en Angleterre) plutôt que la césarienne. Il s'oppose à l'embryotomie sur enfant vivant et il est partisan d'une expulsion naturelle du placenta plutôt que d'une expulsion forcée (pratique courante de son temps).
Weidmann a vécu et travaillé jusqu'à sa mort en 1819 à Mayence. Sa tombe est située dans le cimetière principal de Mayence : elle porte un bas-relief qui montre un médecin debout  (identifié par un bâton d'Asclépios à ses pieds) remettant un bébé à sa mère assise.

## Ouvrages
- De Necrosi Ossium, Francofurti ad Moenum (Francfort-sur-le-Main), Imprensis Andreaeis, 1793. Folio, pp. (vi), 60, avec 15 gravures  de Georg Joseph Cöntgen (de), “Graveur de la Cour et de l'Université de Mayence[4]”.
- Entwurf der Geburtshilfe für seine Vorlesungen, Florian Kupferberg, Mainz, 1808; avec préface à André Jeanbon Saint André en ligne